# Rosenau am Hengstpaß
Rosenau am Hengstpaß est une commune autrichienne du district de Kirchdorf en Haute-Autriche.